# Broncia Koller-Pinell
Broncia Koller-Pinell, właśc. Bronisława Pineles (ur. 25 lutego 1863 w Sanoku, zm. 26 kwietnia 1934 w Wiedniu) – austriacka malarka żydowskiego pochodzenia, przedstawicielka wiedeńskiego secesjonizmu.

## Życiorys
Urodziła się jako Bronisława Pineles 25 lutego 1863 w Sanoku. Była córką przedsiębiorcy budowlanego i fabrykanta Saula Pinelesa (1834–1903) i Clary (Chaja) z domu Herzig (1834–1910). Jej rodzeństwem byli: Markus (wzgl. Mordechaj, 1853–1931), Stanislaus Pineles (właśc. Stanisław, 1857–1921, doktor prawa rzymskiego na Uniwersytecie Wiedeńskim), Etka (1859–1936, żona prof. dr. Josefa Herziga), Friedrich (1868–1936, lekarz doktor).
W 1870 razem ze swoimi rodzicami przeniosła się z Sanoka do Wiednia, gdzie następnie otrzymywała prywatne wykształcenie malarskie w pracowniach Roberta Raaba i Aloisa Deluga. W roku 1885 ukazały się po raz pierwszy publicznie jej prace. W latach 1885–1887 studiowała na prowadzonej przez Monachijskie Zrzeszenie Artystek Akademii dla Kobiet u Ludwiga von Hertericha. W tym czasie monachijska Akademia Sztuk Pięknych była niedostępna dla kobiet. Broncia Pinell wystawiała w tym czasie m.in. w wiedeńskiej galerii Wiener Künstlerhaus, następnie w Monachium oraz Lipsku. W tym okresie twórczości oraz studiów poznała m.in. kompozytora i muzyka Hugo Wolfa.
Uchwałą z 1890 została uznana przynależną do gminy Sanok. W 1896 wyszła za mąż za austriackiego lekarza Hugo Kollera (katolika), z którym miała dwoje dzieci. Razem z mężem wyjechała i mieszkała następnie do 1902 w Norymberdze, jednak po sześciu latach powróciła do Wiednia. Po powrocie związała się z grupą malarzy secesjonistów skupionych wokół Gustava Klimta.
W 1904 odziedziczyła dom w podgórskiej miejscowości Oberwaltersdorf urządzony i wyposażony przez Josefa Hoffmanna i Kolo Mosera. W tym domu malarka gościła wielu znanych artystów i naukowców m.in. Egona Schiele. Po zakończeniu I wojny światowej nawiązała kontakty z Antonem Faistauerem, Albertem Paris Güterslohem i Franzem von Zülow.
Zmarła 26 kwietnia 1934 w Wiedniu. Została pochowana na cmentarzu Döblinger Friedhof w Wiedniu.

## Twórczość

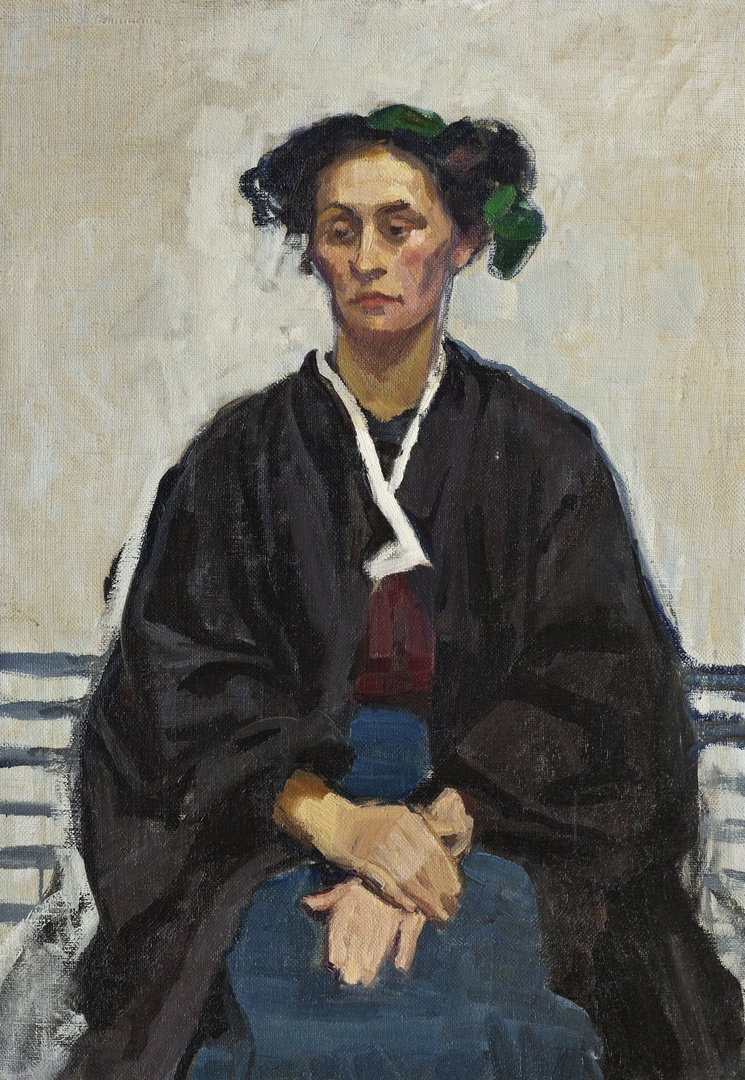
Autoportret

Broncia Koller-Pinell uznawana jest obok Olgi Wisinger-Florian, Tiny Blau i Marie Egner za jedną z najwybitniejszych artystek malarstwa austriackiego, reprezentującego ówczesne prądy malarskie od impresjonizmu, art nouveau do ekspresjonizmu oraz Neue Sachlichkeit.
Tematami ich prac były głównie akty, autoportrety i portrety oraz „spokój życia”. Sztuka jej oraz pozostałych napotkała się w okresie ich spełnionej twórczości z licznymi omówieniami oraz twardą krytyką recenzentów.
Prace
- Orangenhain an der französischen Riviera (Gaj oliwny na francuskiej Riwierze) (Wiedeń, Österreichische Galerie Belvedere), 1903
- Die Mutter der Künstlerin (Matka artystki) (Wiedeń, Österreichische Galerie Belvedere, 1907)
- Sitzende – Marietta (Siedząca – Marietta) (Sammlung Eisenberger), 1907
- Die Ernte (Żniwa) (Wiedeń, Österreichische Galerie Belvedere), 1908
- Stilleben mit Früchten und Papagei (Martwa natura z owocami i papugą) (St. Pölten, Niederösterreichisches Landesmuseum), 1910,
- Töpfermarkt (Rynek garncarski) (St. Pölten, Niederösterreichisches Landesmuseum), 1910,
- Bildnis Anna Mahler (Portret Anny Mahler) (Sammlung Eisenberger), 1921
- Bäumchen im Schnee (Drzewka w śniegu) (Wiedeń, Leopold Museum),